# Alexander Wilhelm Armin Kellner

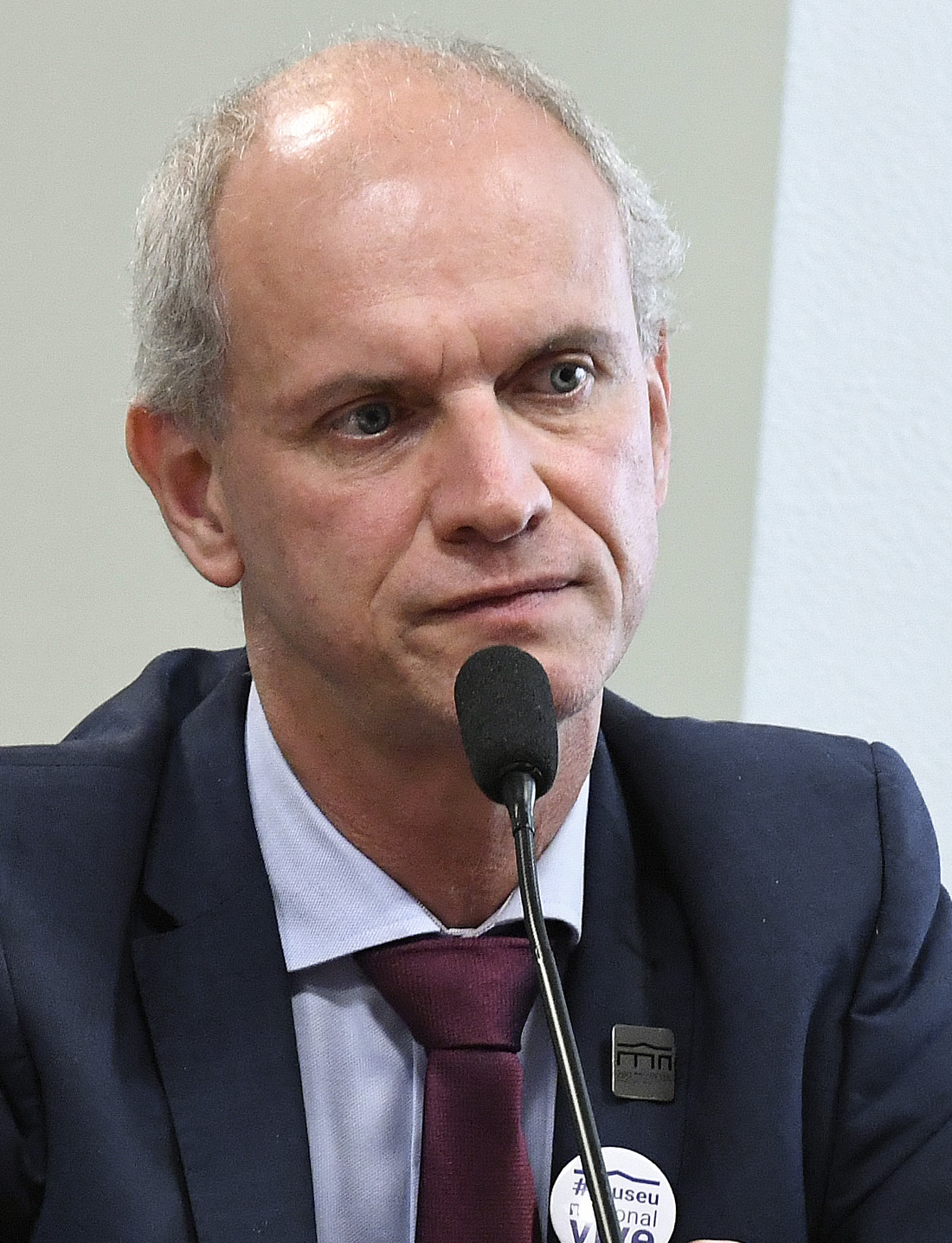
Alexander Kellner.

Alexander Wilhelm Armin Kellner (ur. 26 września 1961 w Vaduz) – brazylijski paleontolog pochodzący z Liechtensteinu.
Ukończył geologię na Uniwersytecie Federalnym w Rio de Janeiro, a w 1996 roku doktoryzował się na Uniwersytecie Columbia. Jego praca doktorska dotyczyła pterozaurów należących do rodzin Tapejaridae i Anhangueridae oraz filogenezy pterozaurów. Obecnie jest profesorem w Academia Brasileira de Ciências i pracuje w Brazylijskim Muzeum Narodowym w Rio de Janeiro, współpracuje także z Amerykańskim Muzeum Historii Naturalnej w Nowym Jorku. Należy do Society of Vertebrate Paleontology oraz American Association for the Advancement of Science. Zajmuje się w szczególności badaniem mezozoicznych kręgowców żyjących na terenie obecnej Ameryki Południowej, zwłaszcza pterozaurów. Opisał kilkadziesiąt nowych taksonów, m.in. pterozaury Tapejara, Thalassodromeus i Nemicolopterus, krokodylomorfa Guarinisuchus oraz dinozaury: Angaturama, Futalognkosaurus, Maxakalisaurus, Santanaraptor, czy Unenlagia paynemili.